# Кірхгайн
Кірхгайн (нім. Kirchhain) — місто в Німеччині, знаходиться в землі Гессен. Підпорядковується адміністративному округу Гіссен. Входить до складу району Марбург-Біденкопф.
Площа — 90,92 км2. Населення становить 16 239 ос. (станом на 31 грудня 2020).